# Amantea
Amantea és un municipi italià, dins de la província de Cosenza, que limita amb els municipis de Belmonte Calabro, Lago, San Pietro in Amantea, Serra d'Aiello, Cleto a la mateixa província, i amb Nocera Terinese a la de Catanzaro.

## Evolució demogràfica
| Població censada al municipi d'Amantea | Població censada al municipi d'Amantea        | Població censada al municipi d'Amantea |
| -------------------------------------- | --------------------------------------------- | -------------------------------------- |
|                                        |                                               |                                        |
| Notes:                                 | Elaboració gràfica per part de la Viquipèdia  |                                        |
|                                        | Font: ISTAT (Institut Nacional d'Estadística) |                                        |

## Frazioni
- Oliva
- San Procopio
- Tonnara
- Camoli
- Fiumara
- Formiciche
- Acquicella
- Coreca
- Colongi
- Campora San Giovanni
- Cannavina
- Chiaie
- Colongi
- Fravitte
- Villanova
- Gallo